# Inmunofilina
Las inmunofilinas son peptidil-prolil isomerasas que catalizan la transformación entre las posiciones cis y trans. Las inmunofilinas son una diana de fármacos inmunosupresores como la rapamicina, la ciclosporina y el tacrolimus. Para estos fármacos en particular, inmunofilinas conocidas como la ciclofilina catalizan la isomerización cis-trans de los enlaces peptídicos, en especial los enlaces X-Pro (siendo X cualquier aminoácido y Pro un residuo de prolina). Sin embargo, esta actividad isomerasa no parece estar relacionada con su capacidad de unión a estos fármacos.